# Бартельс, Кнут
Кнут Йёран «Ко́ге» Ба́ртельс (швед. Knut Göran “Kåge” Bartels, Knut G. Bartels; род. 24 июня 1930) — шведский кёрлингист.
В составе мужской сборной Швеции по кёрлингу участник чемпионата мира 1962 (первого чемпионата мира, где участвовала сборная Швеции, заняли четвёртое место). Чемпион Швеции среди мужчин, чемпион Швеции среди ветеранов.
Играл на позиции третьего.
В 1974 введён в Зал славы шведского кёрлинга (швед. Stora Curlare).

## Достижения
- Чемпионат Швеции по кёрлингу среди мужчин: золото (1962).
- Чемпионат Швеции по кёрлингу среди ветеранов: золото (1975).

## Команды
| Сезон   | Четвёртый       | Третий           | Второй           | Первый     | Турниры                      |
| ------- | --------------- | ---------------- | ---------------- | ---------- | ---------------------------- |
| 1961—62 | Рольф Арвидссон | Кнут Бартельс    | Пер Ивар Рюдгрен | Арне Стерн | ЧШМ 1962 · ЧМ 1962 (4 место) |
| 1974—75 | Рольф Арвидссон | Кнут Г. Бартельс | Carl W Kalin     | Арне Стерн | ЧШВ 1975                     |

(скипы выделены полужирным шрифтом)